# Nikita Bellucci
Nikita Bellucci  (Pau, Pirineus Atlàntics; 6 de novembre de 1989) és una actriu pornogràfica i model eròtica francesa.
Bellucci, nom artístic de l'actriu, va néixer a Pau, capital deels Pirineus Atlàntics, al novembre de 1989. No es coneix molt sobre la seva biografia fins a 2011, any en què als 22 anys és descoberta per un productor de la indústria del cinema pornogràfic. Després de mudar-se als Estats Units, en 2013 va signar un contracte exclusiu amb la revista Hot Vidéo.
El seu nom artístic és un homenatge a la pel·lícula Nikita, del director francès Luc Besson. Com a actriu ha treballat per a productores europees i estatunidenques com Marc Dorcel, Evil Angel, Elegant Angel, Digital Playground, Kink.com, 21Sextury, Wicked Pictures, Filly Films, Girlfriends Films o Jules Jordan Films. Va estar nominada el 2014 en els Premis AVN en la categoria de Artista femenina estrangera de l'any. En 2017 es feia amb el guardó, en els mateixos premis, en la categoria de Millor escena de sexe en producció estrangera per Hard in Love, al costat de la polonesa Misha Cross. En 2016 va dirigir i va protagonitzar la pel·lícula Casting pour Libertines per Hot Video. Es va retirar a la fi de 2017 després d'haver aparegut en més de 220 pel·lícules com a actriu.